# Cục Trồng trọt (Việt Nam)
Cục Trồng trọt (tiếng Anh: Department of Crop Production) là cơ quan trực thuộc Bộ Nông nghiệp và Phát triển nông thôn, thực hiện chức năng tham mưu giúp Bộ trưởng quản lý nhà nước và tổ chức thực thi pháp luật đối với chuyên ngành trồng trọt thuộc phạm vi quản lý nhà nước của Bộ theo phân cấp, ủy quyền của Bộ trưởng.
Cục Trồng trọt thành lập ngày 3/1/2008, theo Nghị định số 01/2008/NĐ-CP ngày 3/1/2008 của Chính phủ.
Chức năng, nhiệm vụ, quyền hạn, cơ cấu tổ chức của Cục Trồng trọt được quy định tại Quyết định số 4179/QĐ-BNN-TCCB ngày 11/10/2023 của Bộ trưởng Bộ Nông nghiệp và Phát triển nông thôn.

## Nhiệm vụ và quyền hạn
Theo Điều 2, Quyết định số 4179/QĐ-BNN-TCCB ngày 11/10/2023 của Bộ trưởng Bộ Nông nghiệp và Phát triển nông thôn, Cục Trồng trọt có các nhiệm vụ, quyền hạn trong các lĩnh vực chính:
1. Hoạt động trồng trọt.
2. Quản lý, bảo hộ giống cây trồng.
3. Quản lý, sử dụng đất nông nghiệp.
4. Quản lý chất lượng và sản xuất nông sản an toàn.
5. Trồng trọt hữu cơ.
6. Bảo tồn nguồn gen giống cây trồng và đa dạng sinh học.
7. Khuyến nông.

## Lãnh đạo Cục[3]
- Cục trưởng: Nguyễn Như Cường
- Phó Cục trưởng:

1. Lê Văn Đức
2. Lê Thanh Tùng
3. Trần Thị Hòa

## Cơ cấu tổ chức

### Các đơn vị tham mưu
(Theo Khoản 2, Điều 3, Quyết định số 4179/QĐ-BNN-TCCB ngày 11/10/2023 của Bộ trưởng Bộ Nông nghiệp và Phát triển nông thôn)
- Văn phòng Cục
- Phòng Kế hoạch - Tổng hợp
- Phòng Pháp chế, Thanh tra
- Phòng Cây lương thực, cây thực phẩm
- Phòng Cây công nghiệp, cây ăn quả
- Phòng Sử dụng đất nông nghiệp và Môi trường
- Văn phòng Bảo hộ giống cây trồng

### Đơn vị sự nghiệp công lập
(Theo Khoản 3, Điều 3, Quyết định số 4179/QĐ-BNN-TCCB ngày 11/10/2023 của Bộ trưởng Bộ Nông nghiệp và Phát triển nông thôn)
- Trung tâm Khảo kiểm nghiệm giống, sản phẩm cây trồng quốc gia